# Sadowie (gromada)
Sadowie – dawna gromada, czyli najmniejsza jednostka podziału terytorialnego Polskiej Rzeczypospolitej Ludowej w latach 1954–1972.
Gromady, z gromadzkimi radami narodowymi (GRN) jako organami władzy najniższego stopnia na wsi, funkcjonowały od reformy reorganizującej administrację wiejską przeprowadzonej jesienią 1954 do momentu ich zniesienia z dniem 1 stycznia 1973, tym samym wypierając organizację gminną w latach 1954–1972.
Gromadę Sadowie z siedzibą GRN w Sadowiu utworzono – jako jedną z 8759 gromad na obszarze Polski – w powiecie opatowskim w woj. kieleckim, na mocy uchwały nr 13f/54 WRN w Kielcach z dnia 29 września 1954. W skład jednostki weszły obszary dotychczasowych gromad Sadowie, Ruszków, Ruszkowiec, Obręczna i Zochcin oraz kolonia Okopanki z dotychczasowej gromady Czerwona Góra ze zniesionej gminy Sadowie w tymże powiecie. Dla gromady ustalono 22 członków gromadzkiej rady narodowej.
1 stycznia 1959 do gromady Sadowie przyłączono wsie Zwola i Czerwona Góra oraz kolonię Zwola ze zniesionej gromady Zwola.
31 grudnia 1959 do gromady Sadowie przyłączono wieś Rzuchów i kolonię Rzuchów oraz osiedle Placówka ze zniesionej gromady Miłków.
Gromada przetrwała do końca 1972 roku, czyli do kolejnej reformy gminnej. 1 stycznia 1973 reaktywowano gminę Sadowie.